# Alexander Vandegrift
Generalul Alexander Archer Vandegrift a fost un general al Infanteriei Marine Americane care a participat în cele două războaie mondiale.

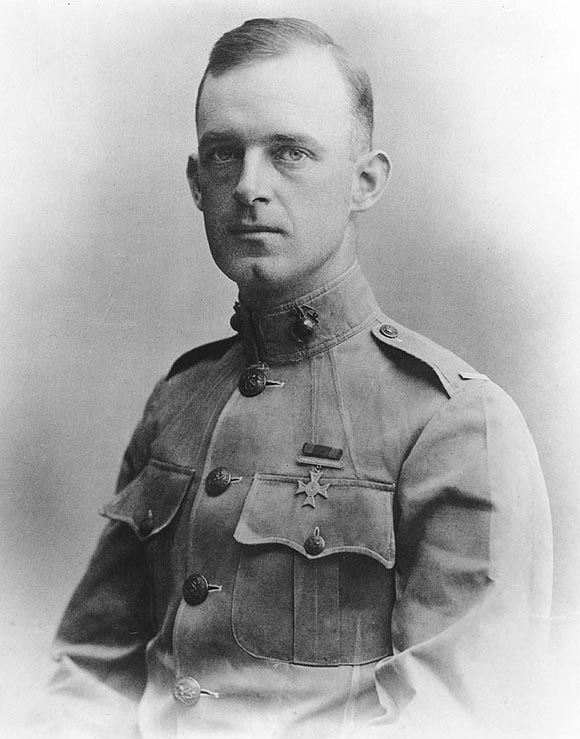
Locotenentul Vandegrift

1. 1 2  Alexander Vandegrift, GeneaStar
2. 1 2  Alexander Archer Vandegrift, Find a Grave, accesat în 9 octombrie 2017
3. 1 2  Alexander Archer "Archie" Vandegrift, TracesOfWar
4. 1 2  Alexander A. Vandegrift, Encyclopædia Britannica Online, accesat în 9 octombrie 2017
5. ↑  Alexander Archer Vandegrift, Autoritatea BnF
6. ↑   https://ancexplorer.army.mil/publicwmv/index.html#/arlington-national/ Lipsește sau este vid: |title= (ajutor)
7. ↑  Czech National Authority Database, accesat în 1 martie 2022